# دبی دری‌بری
دبی دِری‌بِری (انگلیسی: Debi Derryberry؛ زادهٔ ۲۷ سپتامبر ۱۹۶۷) هنرپیشه، صدا پیشه و خواننده اهل آمریکا است. وی از سال ۱۹۸۷ میلادی تاکنون مشغول فعالیت بوده‌است.

## گزیدهٔ فیلم‌شناسی
- ماجراهای کریسمس ۲ (۲۰۲۰)
- ماجراهای کریسمس (۲۰۱۸)
- من نفرت‌انگیز ۲ (۲۰۱۳)
- لوراکس (۲۰۱۲)
- رالف خرابکار (۲۰۱۲)
- هورتون صدایی می‌شنود (۲۰۰۸)
- عصر یخبندان: ذوب (۲۰۰۶)
- دنیای وحش (۲۰۰۶)
- تار شارلوت ۲: حادثه‌ای بزرگ ویبلر (۲۰۰۳)
- انیماتریکس (۲۰۰۳)
- خرس برادر (۲۰۰۳)
- دنیای روح (۲۰۰۱)
- جیمی نوترون: پسر نابغه (۲۰۰۱)
- داستان اسباب‌بازی ۲ (۱۹۹۹)
- گربه‌سگ (۱۹۹۸-۲۰۰۲)
- زندگی یک حشره (۱۹۹۸)
- گربه‌ها نمی‌رقصند (۱۹۹۷)
- شاهزاده مونونوکه (۱۹۹۷)
- هرکول (۱۹۹۷)
- داستان اسباب‌بازی (۱۹۹۵)
- عزیز (۱۹۹۵)
- علاءالدین (۱۹۹۲)
- پورکو روسو (۱۹۹۲)
- سرویس تحویل کیکی (۱۹۸۹)
- لاپوتا قلعه‌ای در آسمان (۱۹۸۶)